# لیک رسیگر (واشینگتن)
لیک رسیگر (به انگلیسی: Lake Roesiger) یک منطقهٔ مسکونی در ایالات متحده آمریکا است که در شهرستان اسنوهومیش، واشینگتن واقع شده‌است. لیک رسیگر ۲۶٫۲ کیلومتر مربع مساحت و ۵۰۳ نفر جمعیت دارد و ۲۴۴ متر بالاتر از سطح دریا واقع شده‌است.